# Threskiornis spinicollis

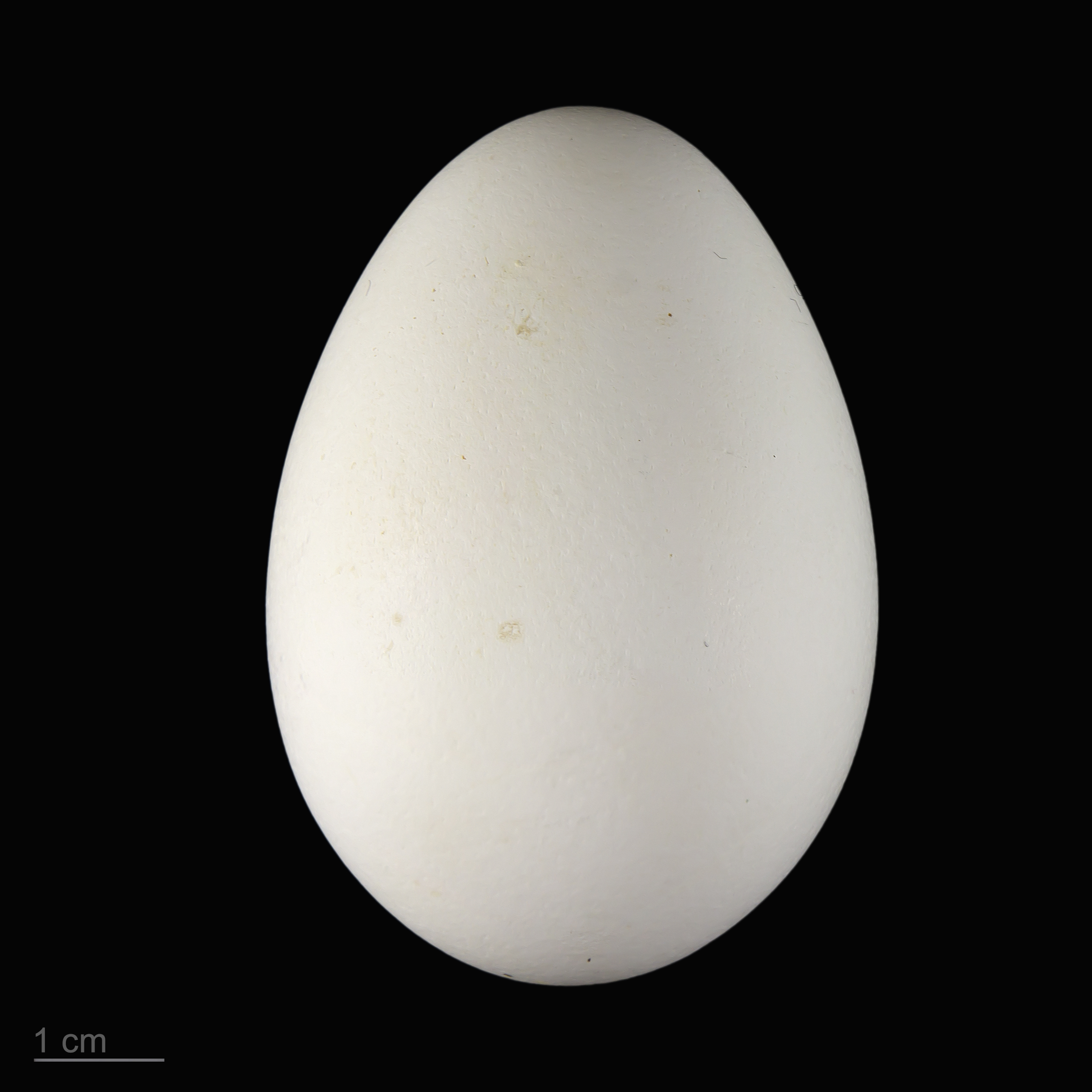
Threskiornis spinicollis - MHNT

El ibis australiano (Threskiornis spinicollis) es una especie de ave pelecaniforme de la familia Threskiornithidae  autóctona de Australia y Nueva Guinea. No se conocen subespecies.